# Jermaine Jenas
Jermaine Anthony Jenas (Nottingham, 18 de fevereiro de 1983) é um ex-futebolista Inglês que atuava como meia.